# Metzrenette
Die Metzrenette ist eine zu den Renetten zählende Sorte des Kulturapfels (Malus domestica). Der Apfel wurde Ende des 18. Jahrhunderts in der Ortschaft Zennern in der Nähe von Wabern als Zufallssämling entdeckt und um 1850 nach seinem Förderer Georg Wilhelm Metz benannt. Der Apfel hat eine grünlich-gelbe Färbung und ist deutlich gestreift. Die Metzrenette hat hellgelbes, renettenartig gewürztes Fruchtfleisch und ein edles Aroma.
Die Sorte wurde im Jahr 2011 durch die Landesgruppe Hessen des Pomologen-Vereins e. V. zur Hessischen Lokalsorte des Jahres gewählt.

## Geschichte
Dem Besitzer des Ritterguts Kalbsburg bei Borken, Georg Wilhelm Metz, ist es zu verdanken, dass sich diese Apfelsorte in der Region verbreitet hat. Er hatte sie um 1850 in seinem Geburtsort Zennern (heute Ortsteil von Wabern) gefunden und erhalten. Nach seinen Angaben gab es die Sorte dort bereits seit ungefähr 1780. Er sendete 1890/91 Früchte an den bekannten Pomologen Theodor Engelbrecht, welcher die Sorte nach ihrem Entdecker benannte und eine erste pomologische Beschreibung veröffentlichte. 1895 erschien eine kolorierte Abbildung ebenfalls in den Pomologischen Monatsheften. Um 1920 wurde die Sorte im Verkaufssortiment der Großhandels-Baumschulen Mascher (Lippoldsberg) und Späth (Berlin) aufgeführt. Bei Späth wurde sie noch 1930 in Katalogen genannt. Ein Versuchsbericht der damaligen Obst-Versuchsanstalt Oberzwehren (bei Kassel) erwähnt die ‘Metzrenette’ im Jahr 1910.
Im Jahr 2014 tritt die Sorte nur noch vereinzelt auf. In der Nähe von Riede (nördlich von Fritzlar) existiert noch eine größere Gruppe 100-jähriger Bäume. In der Sortensammlung Brogdale in England steht die Sorte, verweist dort aber als Abstammung fälschlicherweise auf den Ort Metz in Frankreich.

## Baumbeschreibung

### Standort und Anfälligkeit
Die Metzrenette ist auf ausreichend feuchten Böden und starkwachsenden Unterlagen anspruchslos an Boden und Klima, dies gilt bis in mittlere Höhenlagen. Schlechte Standorte begünstigen eine Anfälligkeit für Schorf und Obstbaumkrebs. Der starke Wuchs, insbesondere als Jungbaum, bildet eine schöne Krone. Ein regelmäßiger Schnitt ist zu empfehlen.

### Ertrag
Die Metzrenette beginnt spät mit dem Ertrag, liefert dann aber reichlich und verlässlich gute Früchte. Sie wird als Tafelapfel verwendet, ist aber auch für andere Verarbeitungsarten nutzbar.

### Reife
Die Ernte erfolgt Anfang bis Mitte Oktober, der Apfel muss aber bis Ende Dezember lagern um seine Genussreife zu erreichen. Je nach Lagerung ist das Obst bis März haltbar, bei guten Lagerbedingungen (CA-Lager) auch noch deutlich darüber hinaus.

## Fruchtform
Die Metzrenette ist ein mittelgroßer rundlicher und etwas abgestumpfter Apfel. Die Form ist schwach kegelförmig und auf der Stielseite etwas bauchig. Die Seiten sind ebenmäßig und die Hälften gleichmäßig.

### Schalenfärbung
Der Apfel ist glatt und leicht glänzend, von grünlich-gelber Farbe, die sich später in ein Gold-gelb ändert. Auf der Sonnenseite entwickelt sich eine leichte Rötung und eine deutlich Streifung. Es gibt zahlreiche Lentizellen, die fein bis mitteldick ausgeprägt sind. Teilweise besitzen sie eine leichte netzartige Berostung. Die Metzrenennte welkt nicht und ihr Geruch ist schwach.

#### Kelchseite
Die Kelchgrube ist mitteltief eingesenkt, der Kelch liegt zwischen flachen und feinen Falten und ist geschlossen und breit. Die Kelchblätter berühren sich am Grunde, die Kelchhöhle ist trichterförmig und reicht etwa bis zur Hälfte der Achsenhöhle.

#### Stielseite
Die Stiel-Grube ist mitteltief bis tief, weit, fast eben und braun berostet. Der Stiel ist kurz, mitteldick, holzig und grünlich-braun.

### Fruchtfleisch
Das Fruchtfleisch ist hell-gelb und ausreichend saftig. Es ist renettenartig gewürzt mit einem „edlen Aroma“ und einem ausgewogenen Zucker-Säure-Verhältnis (siehe Apfelwein-Herstellung).

#### Kernhaus
Das Kernhaus liegt mittig und ist zwiebel- bis eiförmig. Die Achse des Kernhauses ist leicht geöffnet und ziemlich geräumig. Die Kernhauswände sind bohnenförmig und fein gerissen. Die Kerne werden vollkommen ausgebildet, sind mittelgroß, eiförmig, kurz gespitzt und braun.

## Chemische Analysen
Bei spendenfinanzierten Analysen wurde mit 2296 mg/l ein sehr hoher Wert an Polyphenolen im Vergleich zu neueren Sorten gemessen.